# Nephrolepis paludosa
Nephrolepis paludosa är en spjutbräkenväxtart som först beskrevs av Giuseppe Raddi, och fick sitt nu gällande namn av Sehnem. Nephrolepis paludosa ingår i släktet Nephrolepis och familjen Nephrolepidaceae. Inga underarter finns listade.